# Shen Ao
Shen Ao, né le 11 septembre 1986, est un réalisateur et scénariste chinois.

## Biographie
Shen Ao est diplômé du département de réalisation de l'Académie du cinéma de Pékin.
En 2019, son premier film, 受益人 (Le Bénéficiaire), produit par Ning Hao, porte sur la fraude à l'assurance. Il a remporté le prix du meilleur premier film lors de la 33e cérémonie des Golden Rooster Awards . En 2023, le film anti-fraude All or Nothing, également produit par Ning Hao a engrangé un box-office record de 3,849 milliards de yuans.
En 2025, il publie Dead to Rights, qui raconte l'histoire du massacre de Nanjing.

## Filmographie

### Courts métrages
- 2005 : 河龙川岗 (Hélongchuangang)

Ce court métrage a remporté le deuxième prix dans la section des courts métrages étudiants au Festival international du film de Saint-Sébastien, le prix du meilleur court-métrage (Prix Jinpeng) au China International New Media Short Film Festival (CSFF), ainsi que le prix du meilleur réalisateur de court métrage narratif.
- 2010 : 潮逐浪 (La marée poursuit les vagues)
- 2019 : 2019最美表演 (La plus belle performance de 2019) – co-réalisation

### Longs métrages
- 2019 : 受益人 (Le Bénéficiaire) – scénariste et réalisateur
- 2023 : 孤注一掷 (Tout pour le tout) – réalisateur
- 2025 : Dead to Rights (南京照相馆, Le Studio photo de Nankin) – scénariste et réalisateur
- À venir : 用武之地 (Terrain de combat) – scénariste et réalisateur

### Séries
- 2024 : 新生 (Renaissance) – série web à suspense, diffusée sur Youku à partir du 6 mai[4],[5]

## Récompenses et distinctions
- Shen Ao : Récompenses, sur l'Internet Movie Database